# Maria Gabriella Sagheddu
Beata Maria Sagheddu (17 de março de 1914 - 23 de abril de 1939) - na vida religiosa Maria Gabriella - foi uma religiosa católica romana italiana professa e membro professo dos trapistas. Sagheddu tinha uma intensa devoção espiritual ao ecumenismo - algo pelo qual ela havia oferecido sua vida - pois desejava que todos se tornassem um em Jesus Cristo. Sua infância a viu como teimosa e obstinada, embora sua crescente atividade no ensino do catecismo e na adesão à Azione Cattolica visse essas qualidades derreterem e se tornarem gentileza e atenção cuidadosa.
Sagheddu foi beatificada em Roma em 1983.

## Vida
Maria Sagghedu nasceu de pastores em Dorgali em 17 de março de 1914 como a quinta de oito filhos de Marcantonio Sagheddu e Caterina Cucca. Seu pai e um irmão morreram em 1919, assim como outros dois irmãos em algum momento de sua infância.  Dizia-se que Sagheddu era obstinada quando criança, mas também era conhecido por ser obediente; ela também foi descrita como sendo propensa à preguiça de vez em quando. Uma vez concluída a sua educação inicial, ainda criança, teve de deixar a escola para ajudar em casa, onde se mostrou séria e dotada de um grande sentido de cuidado e obediência. No entanto, muitas vezes ela era rápida em criticar o que não gostava e rápida em pedir o que queria. Houve uma ocasião em que sua mãe lhe pediu para jogar fora algumas cascas de batata, embora ela ignorasse isso, apesar da firme insistência de sua mãe para que o fizesse. Sagheddu cedeu e fez isso, mas voltou um momento depois com as cascas na mão e decidiu que não queria jogá-las. Sagheddu foi classificada entre as melhores em sua escola, onde era alerta e inteligente; ela se destacou em aritmética mais do que todas as outras matérias.
A morte de sua irmã mais nova Giovanna Antonia (de quem ela era mais próxima e nasceu em 1915) em 1932 a levou a aprofundar sua fé e ela decidiu se matricular na Azione Cattolica pouco depois disso. Foi lá que começou a instruir na fé as crianças e adolescentes locais e também a ajudar os idosos da região. No processo, ela começou a aumentar sua vida espiritual e contemplativa; ela primeiro ensinou catecismo com uma vara na mão. Mas o padre local pegou o bastão dela em uma ocasião e o substituiu por um bilhete que dizia: "Arme-se com paciência, não com um bastão". Sagheddu aceitou as críticas e mudou seus métodos a partir daquele momento.
O padre Meloni a ajudou a entrar na vida religiosa, pois ele era o único indivíduo a quem ela havia confiado seu sonho. Sua mãe aprovou isso, mas a repreendeu por não ter contado antes. Um irmão até desaprovou sua decisão e acreditou que ela não traria nada mais do que desgraça para sua casa. Em 30 de setembro de 1935, ela entrou para os trapistas em seu convento em Grottaferrata, perto de Roma, onde recebeu o nome religioso de Maria Gabriella; vestiu o hábito pela primeira vez em 13 de abril de 1936 e fez seus votos em 31 de outubro de 1937, que marcava a Festa de Cristo Rei. A abadessa do convento naquela época era Madre Maria Pia Gullini, cujo entusiasmo pelo ecumenismo (fruto dos esforços do abade Paul Couturier) foi transmitido às outras ali presentes. Sagheddu tornou-se uma fervorosa devota a esta causa e ela se ofereceu como sacrifício espiritual pela unificação da Igreja Cristã durante a semana especial para a unificação cristã em 1938.
Sagheddu adoeceu com tuberculose após um diagnóstico em Roma e sofreu com a doença por quinze meses antes de morrer durante a noite de 23 de abril de 1939. Os médicos declararam sua condição incurável em maio de 1938. O fato significativo aqui é que a leitura do Evangelho para aquela semana incluía as palavras: "Haverá um rebanho e um pastor" (João 10:16). Os restos mortais de Sagghedu são mantidos em uma capela em um convento trapistino em Vitorchiano perto de Viterbo e foram encontrados incorruptos em 1957 após a exumação.

## Espiritualidade
Sagghedu foi movida por um profundo sentimento de agradecimento a Deus por conceder sua graça a ela e por chamá-la a consagrar-se a Ele e a se unir a Ele. Sagheddu também encontrou descanso de crises de ansiedade por meio de um completo e confiante abandono de si mesma à vontade de Deus em quem ela depositava total confiança.
O Papa João Paulo II se referiu a ela em sua encíclica papal Ut Unum Sint, na qual disse:
Orar pela unidade não é um assunto reservado apenas para aqueles que realmente experimentam a falta de unidade entre os cristãos. No profundo diálogo pessoal que cada um de nós deve manter com o Senhor na oração, não pode faltar a preocupação pela unidade. ... Foi para reafirmar este dever que apresentei aos fiéis da Igreja Católica um modelo que considero exemplar, o modelo de uma Irmã Trapista, a Beata Maria Gabriela da Unidade, que beatifiquei em 25 de janeiro de 1983. Irmã Maria Gabriella, chamada por sua vocação a estar separada do mundo, dedicou sua vida à meditação e oração centrada no capítulo dezessete do Evangelho de São João, e ofereceu sua vida pela unidade dos cristãos. ... O exemplo de Irmã Maria Gabriella é instrutivo; ajuda-nos a compreender que não existem tempos, situações ou lugares especiais de oração pela unidade. A oração de Cristo ao Pai é oferecida como modelo para todos, sempre e em todos os lugares.

## Beatificação
A causa de beatificação foi aberta em Frascati em 1958 e ela recebeu o título de Serva de Deus, embora a introdução formal da causa tenha ocorrido sob o Papa Paulo VI em 15 de julho de 1965. O Papa João Paulo II a nomeou Venerável em 4 de maio de 1981, depois de confirmar sua vida de virtude heroica. Sagghedu foi beatificada em 25 de janeiro de 1983 na Basílica de São Paulo Extramuros, no final da Semana de Oração pela Unidade dos Cristãos, a mesma observância que motivou sua decisão de oferecer sua vida a Deus. Ao fazê-lo, João Paulo II afirmou a santidade de suas ações e a estabeleceu como um modelo para os cristãos seguirem mais no que se refere ao ecumenismo e aos esforços ecumênicos.
Após a morte de Sagghedu, notou-se que em sua bíblia o capítulo dezessete do Evangelho de João ficou amarelado e desgastado por ser lido com frequência. É neste capítulo que Jesus apela ao Deus Pai em favor de Seus discípulos. Mas de particular significado são os versículos 11 e 21 em que Jesus ora "para que eles sejam um, como nós também somos" (João 17:11) e "que todos sejam um, como tu, Pai, em mim e eu em ti, para que também eles sejam um em nós, para que o mundo creia que tu me enviaste" (João 17:21). Esses versículos são usados como mote para o movimento ecumênico.
A atual postuladora da causa é a monja trapista Augusta Tescari.